# Kimilsungia
La Kimilsungia és una orquídea híbrida del gènere Dendrobium. És un clon de la planta que va crear-se a Indonèsia per part del cultivador d'orquidies Carl Ludwig C. L. Bundt, que el 1964 va registrar el nom de Dendrobium Clara Bundt per totes aquelles orquídies amb el mateix ancestre. El nom fou encunyat en honor de la seva filla, Clara. S'han donat diversos intents de registrar el nom Dendrobium Kimilsungia, tot i que no han reeixit i el nom no és vàlid més enllà de ser un sinònim del nom Dendrobium Clara Bundt.
Com a nom de cultivar, el terme correcte seria Dendrobium Clara Bundt "Kimilsungia". Altres noms com ara Dendrobium Kimilsung es refereixen a plantes relacionades però amb ancestres diferents.
Existeix una altra flor, la Kimjongilia, que rebé el nom pel fill de Kim Il-Sung, Kim Jong-Il. Malgrat la creença, força estesa, de que una de les dues flors -o ambdues- són les flors nacionals de Corea del Nord, cap de les dues ho és ja que l'única flor nacional del país és la Magnolia sieboldii. En certes ocasions, l'orquídea Kimilsungia ha estat emprada per Corea del Nord per a propaganda en relació al difunt líder; un exemple d'això es pot trobar a l'Agència Central de Notícies de Corea del Nord que assegura que «el personatge sense igual de Kim Il-Sung es troba plenament reflectit en la flor immortal que floreix als cinc continents».

## Origen del nom
D'acord amb el llibre publicat a Pyongyang Corea al segle XX: 100 esdeveniments importants, Kim Il-sung viatjà a Indonèsia per a reunir-se amb el seu homòleg, Sukarno. El líder coreà va visitar el Jardí Botànic de Bogor on, sempre segons la font, va aturar-se davant una flor particular, «de tija recta i fulles definides, d'aspecte fresc; amb les flors rosades mostrant l'elegància i la preciositat que asseguraven un èxit en el cultiu». La mateixa font assegura que Sukarno va dir al líder coreà que la flor encara no havia estat anomenada i que li posaria el nom de Kim Il Sung; aquest, però, rebutjà l'oferta. Malgrat això, Sukarno insistí que Kim Il Sung tenia dret a aquest honor tan gran ja que havia realitzat importants gestes en benefici de la humanitat.

## Descripció
La planta assoleix entre els 30 i els 70 centímetres de llarg. Les fulles parteixen dels nodes alternativament i de cadascuna creixen tiges que presenten entre 3 i 15 flors. Aquestes flors presenten 3 pètals i 3 càlixs; les flors mesuren entre 6 i 8 centímetres. La planta floreix entre 60 i 90 dies. Creix idealment en temperatures que oscil·len entre els 25 i els 30 graus centígrads (entre 18 i 23 a la nit).

## Horticultura
La Dendrobium Clara Bundt va ser criada per ser cultivada a l'aire lliure en climes tropicals com el de Sulawesi, a Indonèsia. La planta s'ha de conrear en hivernacles en països de climes no tropicals. Diferents especialistes en el cultiu d'orquídies han estudiat aquest híbrid i han aconseguit desenvolupar tècniques de cultiu adequades, fins i tot per a fer florir la planta en moments específics de l'any. Una d'aquestes tècniques consisteix en l'ús de la pasta de lanolina amb un contingut d'entre el 0,25 i el 0,5% de benziladenina. La Dendrobium Clara Bundt no va esdevenir gaire popular a escala mundial i el seu conreu és força reduït. A Corea del Nord, en canvi, és una orquídea força venerada i és cultivada i exposada en gran nombre.

## Cultura popular
Anualment la ciutat de Pyongyang alberga l'exposició de flors de Kimilsungia en la qual, les ambaixades dels països estrangers presenten el seu propi ram de flors; aquest festival, que té lloc en dates properes al dia del Sol, se celebra des de l'any 1998. Corea del Nord també ha imprès segells amb la imatge de la flor.